# Uccello del fulmine

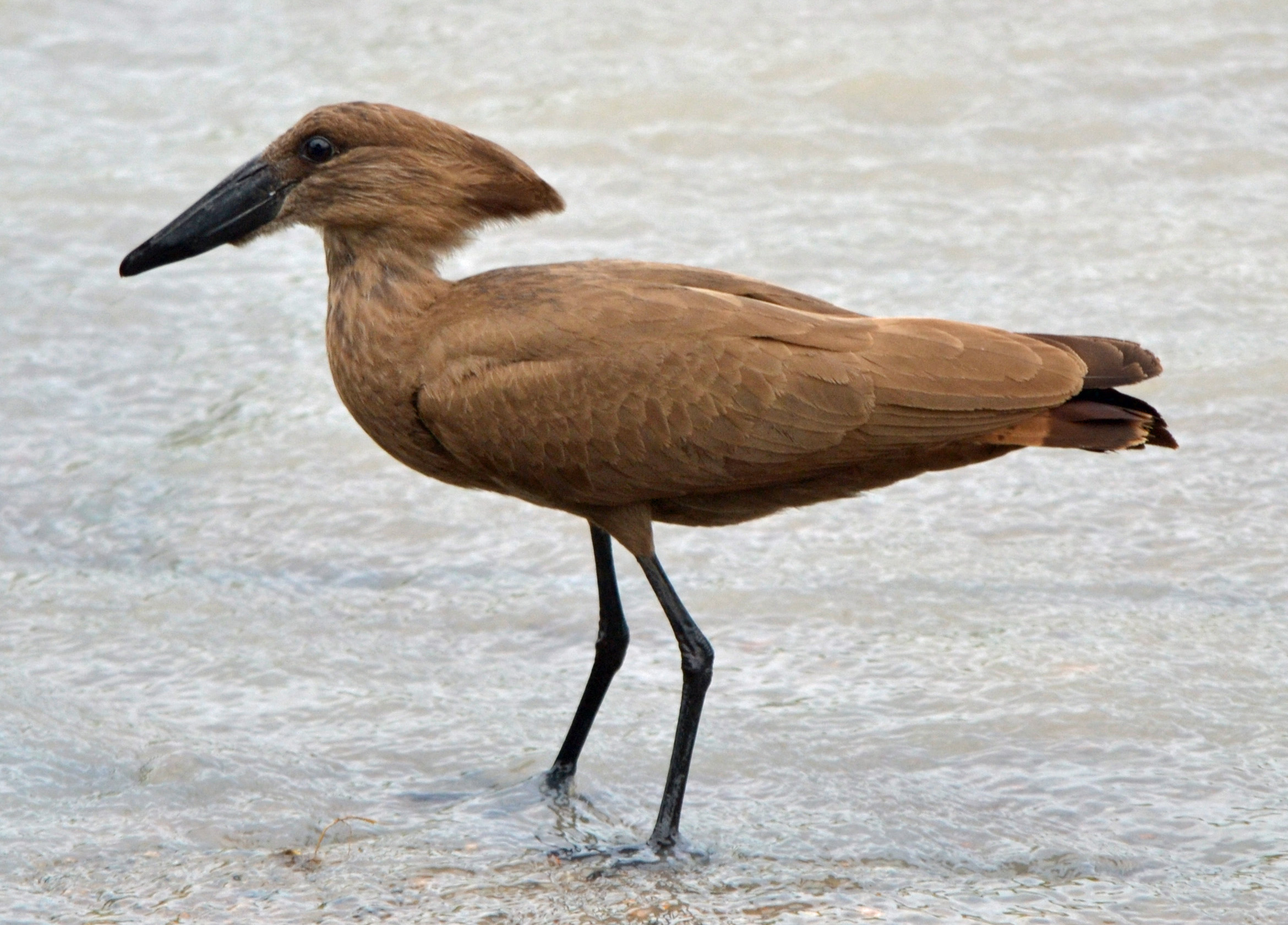
Lo Scopus umbretta, anche chiamato semplicemente umbretta, è il volatile dal quale si pensa abbia avuto origine la figura dell'Impundulu

L'uccello del fulmine (in Xhosa e in Zulu: Impundulu), anche conosciuto come thekwane, izulu o inyoni yezulu, è una creatura appartenente al folklore di alcune tribù sudafricane.
Secondo la tradizione, la creatura possiede le sembianze di un volatile di colore nero e bianco, dalle dimensioni di un essere umano, in grado di creare tuoni e fulmini dalle ali e dagli artigli.Viene spesso associato alla stregoneria, avendo il compito di difendere il proprio evocatore e la sua famiglia da eventuali nemici. È inoltre considerato un essere vampiresco, in quanto possiede il potere di tramutarsi in un uomo per sedurre delle donne, nutrendosi del loro sangue.

## Poteri e abilità
Oltre al potere di generare fulmini, alcune popolazioni credono che la creatura deponga, in alcuni luoghi colpiti dai suoi poteri, delle uova che possono essere presagio di buona o cattiva sorte. 
Si crede che l'essere non possa essere ucciso né da armi da fuoco né per mezzo di armi bianche e che la sua unica debolezza sia il fuoco.